# Norbert Jaušovec
Norbert Jaušovec, slovenski psiholog, * 16. julij 1953, Maribor, † 7. junij 2021, Maribor.
Na Filozofski fakulteti v Ljubljani je leta 1977 diplomiral iz psihologije in prav tam 1985 tudi doktoriral. Kot psiholog je od leta 1977 do 1984 delal na osnovni šoli v Mariboru, nato se je zaposlil na Pedagoški fakulteti v Mariboru, kjer je postal 1996 redni profesor za pedagoško psihologijo. Zaposlen je bil tudi na Filozofski fakulteti v Mariboru.

## Izbrana bibliografija
- Naučiti se misliti (COBISS)
- Kako uspešneje reševati probleme? (COBISS)
- Ustvarjalni študenti in študijska uspešnost (COBISS)